# O Kerstnacht, schoner dan de dagen

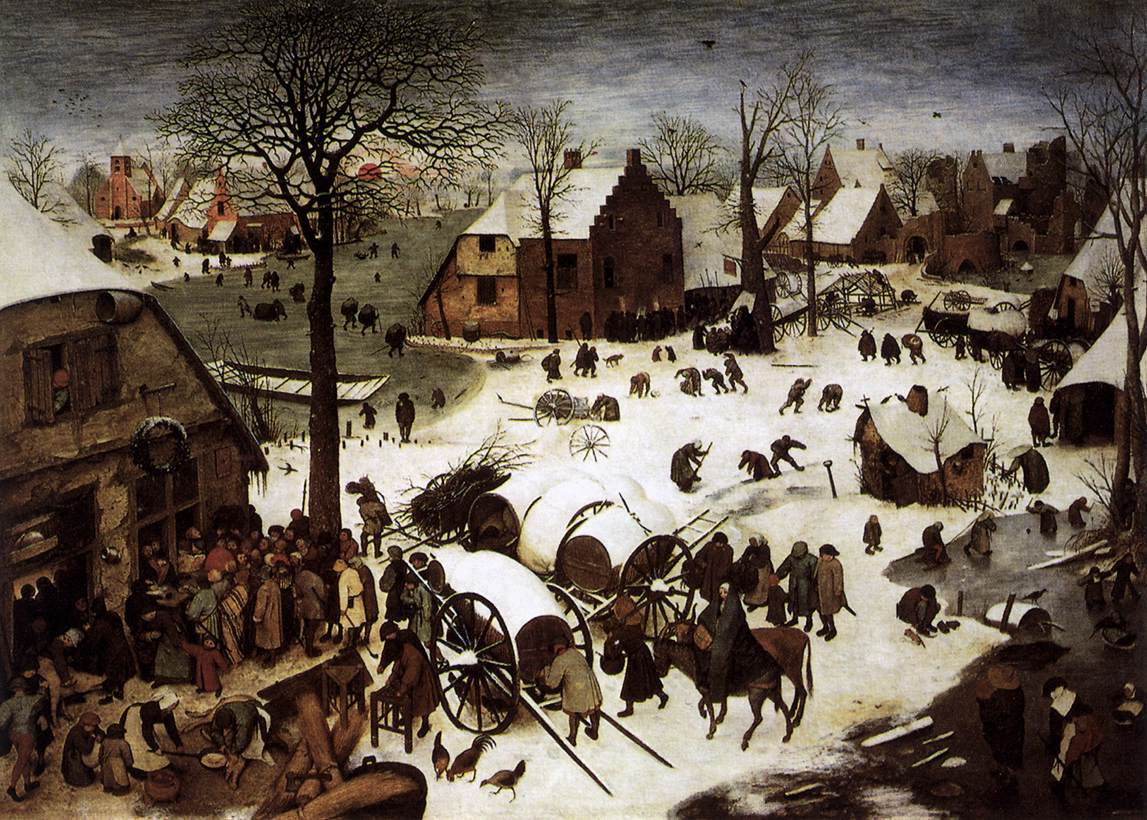
Pieter Bruegel de Oude: Volkstelling te Bethlehem.

O Kerstnacht, schoner dan de dagen is een traditioneel Nederlands kerstlied, gebaseerd op een rei in  Vondels toneelstuk Gijsbrecht van Aemstel, dat ter gelegenheid van de opening van de Amsterdamse schouwburg van Van Campen rond Kerstmis 1637 in première ging.
In navolging van de de klassieken sloot Vondel de bedrijven af met een, aan de Griekse  koorzangen verwante, gesproken of gezongen lyrische bespiegeling, die los van de handeling stond. Het derde bedrijf wordt afgesloten door nonnen, die met de Rey van Klaerissen (Gijsbrecht, vs. 903 - 950) een lied over de Kindermoord van Bethlehem doen klinken. 
De rei ging later een afzonderlijk bestaan als kerstlied leiden. Het werd onder meer opgenomen in het Livre Septième van 1644. De liedmelodie en haar meerstemmige zetting worden afwisselend toegeschreven aan de componisten Cornelis Padbrué en Dirk Janszoon Sweelinck.  Ook in de 20e eeuw zijn er bewerkingen gemaakt; onder meer de zetting voor vierstemmig gemengd koor door Gaston Feremans. De Nederlandse kerkmusicus Jan van Biezen vond de octaafsprong op 'Kerstnacht' ongepast. Hij componeerde de versie die is opgenomen in het Liedboek voor de Kerken 1973.
De tekst van de eerste drie strofen – hier weergegeven in de oorspronkelijke verzen van Vondel – luidt:
O Kersnacht, schooner dan de daegen,
Hoe kan Herodes 't licht verdraegen,
Dat in uw duisternisse blinckt,
En wort geviert en aengebeden?
Zijn hooghmoed luistert na geen reden,
Hoe schel die in zijn ooren klinckt.
Hy pooght d'onnoosle te vernielen
Door 't moorden van onnoosle zielen,
En werckt een stad en landgeschrey,
In Bethlehem en op den acker,
en maeckt den geest van Rachel wacker,
Die waeren gaet door beemd en wey,
Dan na het westen, dan na'et oosten.'
Wie zal die droeve moeder troosten
Nu zy haer lieve kinders derft?
Nu zy die ziet in 't bloed versmooren,
Aleerze naulix zijn geboren,
en zoo veel zwaerden rood geverft?
In het Liedboek voor de Kerken zijn vijf van de acht verzen opgenomen. Vooral de regel 'Wat kan de blinde staatzucht brouwen wanneer ze raast uit misvertrouwen' wordt regelmatig geciteerd om tirannieke en gewelddadige politici te typeren.

## Trivia
- In Well Done, een onderdeel van Hamburger Concerto (1974) van de groep Focus, zingt Thijs van Leer de eerste twee strofen.